# Alexander Henry Boswall MacGowan
Pour les articles homonymes, voir Alexander MacGowan et MacGowan.
Alexander Henry Boswall MacGowan (14 avril 1850–23 avril 1927,) est un homme politique canadien de la Colombie-Britannique. Il est député provincial conservateur de la circonscription britanno-colombienne de Vancouver City de 1903 à 1916. Son nom est parfois orthographié Alexander Henry Boswell MacGowan.

## Biographie
Né à l'Île-du-Prince-Édouard, MacGowan étudie sur place. Il évolue aussi dans le monde des affaires dans les transports et les assurances. S'installant à Vancouver en 1888, sa compagnie représente les titres d'assurances de la Insurance Company of North America (en), Lloyd's of London, Saint Paul Fire and Marine Insurance Co (maintenant The Travelers Companies) et la Sun Insurance Company, ainsi que la Consumers Cordage Company. Il contribue à l'établissement de la Chambre de commerce de Vancouver et y sert comme premier secrétaire. Il siège aussi pendant huit ans au conseil scolaire, ainsi que secrétaire de la Fruit Grower's Association et de la British Columbia Dairymens' Association. 
Membre important de la loge maçonnique de l'Île-du-Prince-Édouard et de Vancouver, MacGowan meurt à Vancouver en avril 1927 à l'âge de 77 ans.
Son grand-père, Peter Magowan (en) est procureur-général de l'Île-du-Prince-Édouard de 1790 à 1810. 